# Historia Polski bez mitów
Historia Polski bez mitów (De werkelĳke Poolse geschiedenis) is een boek van de Poolse historicus dr. Piotr Napierała. Het boek verscheen in 2022 bij uitgeverij Theatrum Illuminatum.

## Inhoud
Het boek bestaat uit een inleiding, verhaal met conclusies en aan het einde een bibliografie van 15 pagina's. In het boek staat de Poolse geschiedenis centraal. Volgens de auteur hebben Polen door de turbulente geschiedenis van het land moeite om het zich te vergelijken met anderen, hetgeen ook tot (politieke) ruzies zou leiden. Het doel van het boek is volgens de auteur een discussie over het verleden van de Poolse inwoners op gang te brengen, dus niet zozeer over het politieke verleden en volkslegendes. In het boek ligt de nadruk dan ook op waargebeurde verhalen uit de daadwerkelijke Poolse cultuur.

## Ontvangst
Het boek werd met gemengde reacties ontvangen. Zo werd in een recensie van een collega-historicus gezegd dat het boek duidelijk is en over het algemeen goed wegleest, maar er werd ook gesproken over de "soms rommelige schrijfwijze". Ook werd een aantal van de in het boek gepresenteerde feiten weerlegd. De objectiviteit van de schrijver werd eveneens ter discussie gesteld, omdat er in het boek een "duidelijke afkeer van de katholieke kerk" naar voren zou komen. Bovendien zouden niet alle beweringen door bronnen gestaafd zijn. Op diezelfde recensiepagina plaatste de auteur een videoreactie, waarin hij volgens reageerders niet goed omging met de kritiek.
Een andere (video)recensie was lovender en noemde het verhaal "eentje dat meer overeenkomt met de werkelijkheid" en "beter dan het klassieke verhaal dat op school geleerd wordt".